# Acroneuria scabrosa
Acroneuria scabrosa és una espècie d'insecte plecòpter pertanyent a la família dels pèrlids.